# Il'ičëvo (Oblast' di Leningrado)
Il'ičëvo è un centro abitato della Russia, noto come Jalkala (Я́лкала) fino al 1948.